# Théodore Barrière
Théodore Barrière, pseudonimo di Louis Théodore Barrière (Parigi, 1823 – Parigi, 16 ottobre 1877), è stato un attore teatrale, drammaturgo e scrittore francese.

## Biografia

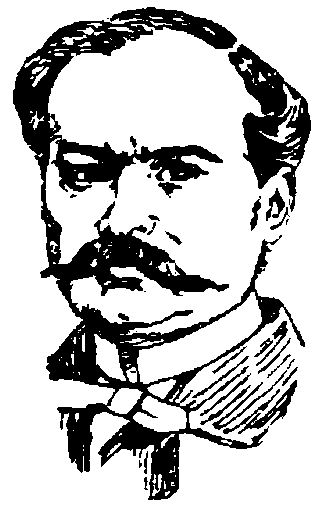
Théodore Barrière

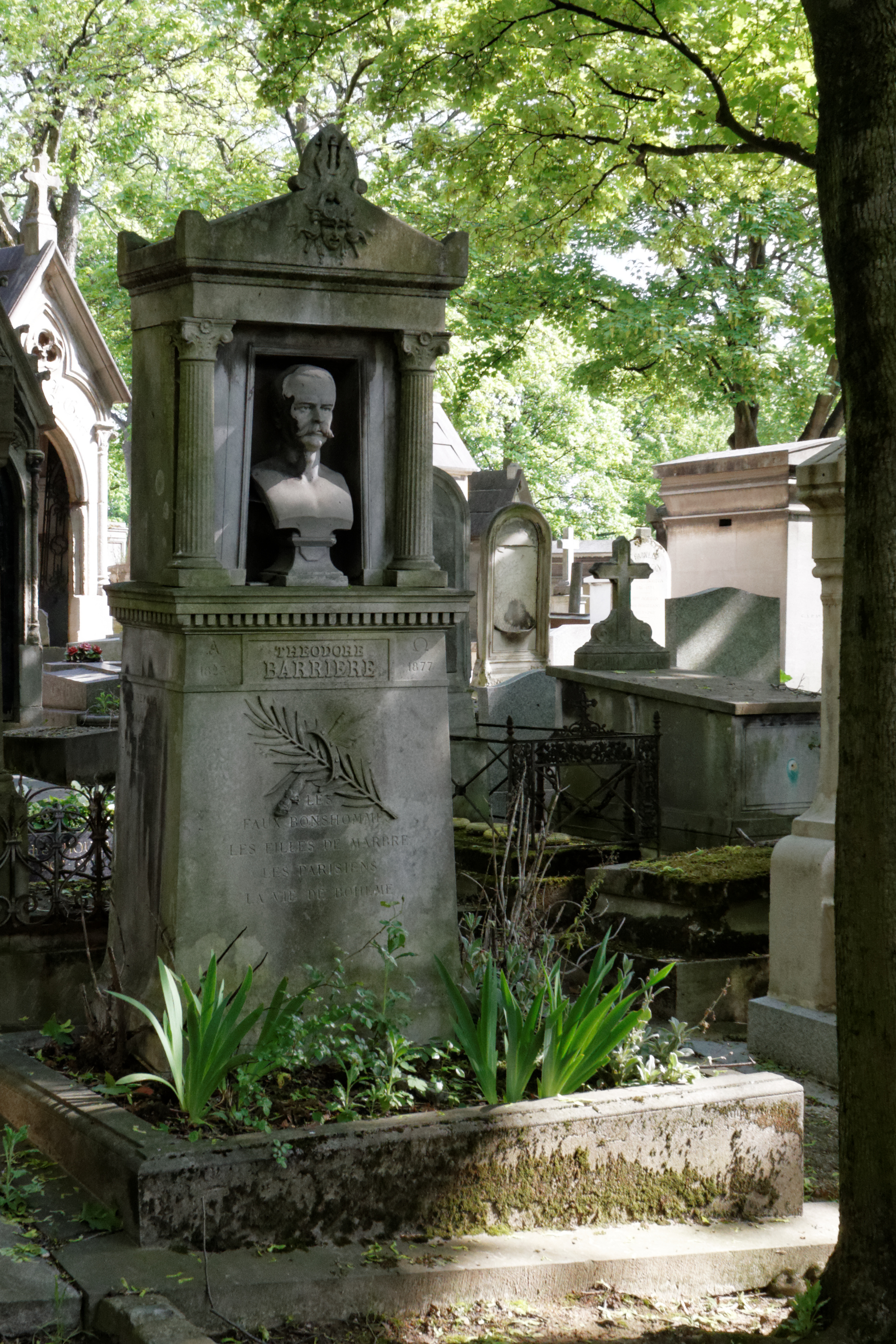
Tomba di Barrière al cimitero di Père-Lachaise

Commediografo francese, autore del celebre Fuoco al Convento (1859), delizia anche oggi di tutti i filodrammatici.
Barrière nacque a Parigi nel 1823, in una famiglia di incisori di mappe che erano stati a lungo collegati con il dipartimento di guerra, e trascorse nove anni in quel servizio lui stesso.
Elaborò per le scene le Scene della vita di Bohème di Henri Murger (1849) e la Manon Lescaut di Antoine François Prévost (1851), ottenendo grandissimo e duraturo successo; e compose senza grandi pretese d'arte ma con buona vena e ottima prolificità, più d'un centinaio di altri drammi, commedie e vaudevilles, talvolta in collaborazione con altri autori, con i quali dipinse satiricamente l'universo del Secondo Impero francese.
Les filles de marbre (in collaborazione con Lambert-Thiboust, 1853), ispirato alla confessione di un bambino e "comica antitesi" a La signora delle camelie, e Les faux bonshommes (in collaborazione con E. Capendu, 1856), con la bizzarra indovinata figura di Degenais, sono fra le più divertenti commedie di quel tempo e resero popolare il suo nome anche all'estero.
Particolare fortuna in Italia ebbero I falsi gentiluomini (Les faux bonshommes, 1859), Il fuoco al convento (Le feu au convent, 1859), Cenerentola (Cendrillon, 1858); Il demone del giuoco (Le démon du jeu, 1863); Suoceri (Aux crochets d'un gendre, 1864).
Compose anche libretti d'opera, tra i quali Il giardiniere e il suo padrone (Le Jardinier et son seigneur, 1863), opera comica musicata da Léo Delibes.
I letterati realisti vedevano in lui un maestro del teatro brutale il cui tocco annunciò Henry Becque, l'autore che propugnò un classico e innovativo verismo.
Barrière morì a Parigi nel 1878.

## Opere
- Jeanne de Naples, ou la Reine fantôme, 1842;
- Rosière et nourrice, 1842;
- Les Trois femmes, 1844;
- Le Seigneur des broussailles, 1845;
- Les Charpentiers, 1847;
- Les Chroniques bretonnes, 1847;
- Un Vilain Monsieur, 1848;
- Les Douze Travaux d'Hercule, 1848;
- La Petite cousine, 1849;
- Un Duel chez Ninon, 1849;
- La Vie de bohème, 1849;
- Laurence, 1850;
- Les Métamorphoses de Jeannette, 1850;
- Quand on attend sa belle, 1850;
- La Plus Belle Nuit de la vie, 1850;
- Un Monsieur qui suit les femmes, 1850;
- L'Enseignement mutuel, 1851;
- Midi à quatorze heures, 1851;
- English exhibition, 1851;
- Un roi de la mode, 1851;
- Tambour battant, 1851;
- Le Piano de Berthe, 1852;
- Une petite fille de la Grande Armée, 1852;
- Une vengeance, 1852;
- Les Femmes de Gavarni, 1852;
- La Tête de Martin, 1852;
- La Boisière, 1853;
- Une femme dans ma fontaine, 1853;
- Quand on veut tuer son chien, 1853;
- Manon Lescaut, 1853;
- Les Filles de marbre, 1853;
- Le Lys dans la vallée, 1853;
- L'Ane mort, 1853;
- La Vie d'une comédienne, 1854;
- La Vie en rose, 1854;
- Les Bâtons dans les roues, 1854;
- Mosieur mon fils, 1854;
- Les Parisiens, 1854;
- L'Histoire de Paris, 1855;
- Les Grands Siècles, 1855;
- Les Infidèles, 1856;
- Les Toilettes tapageuses, 1856;
- Les Faux Bonshommes, 1856;
- Le Château des Ambrières, 1856;
- Mon ami l'habit vert, 1857;
- Les Bourgeois gentilshommes, 1857;
- Les Fausses Bonnes Femmes, 1858;
- Le Papa du prix d'honneur, 1858;
- L'Héritage de monsieur Plumet, 1858;
- Cendrillon, 1858;
- L'Outrage, 1859;
- Les Gens nerveux, 1859;
- Le Feu au couvent, 1860;
- Une pécheresse, 1860;
- La Maison du Pont Notre-Dame, 1860;
- L'Ange de minuit, 1861;
- Une corneille qui abat des noix, 1862;
- Le Bout de l'an de l'amour, 1863;
- Le Jardinier et son seigneur, 1863;
- Le Démon du jeu, 1863;
- L'Infortunée Caroline, 1863;
- Aux crochets d'un gendre, 1864;
- Un Ménage en ville, 1864;
- Les Jocrisses de l'amour, 1865;
- Les Enfants de la louve, 1865;
- Le Ménétrier de Saint-Waast, 1865;
- Le Chic, 1866;
- Les Brebis galeuses, 1867;
- Le Roman d'une honnête femme, 1867;
- Le Crime de Faverne, 1868;
- Paris ventre à terre, 1868;
- Le Sacrilège, 1868;
- Théodoros, 1868;
- Malheur aux vaincus, 1870;
- Les Bêtises du cœur, 1871;
- La Boîte de Pandore, 1871;
- La Comtesse de Somerive, 1872;
- Dianah, 1873;
- Un Monsieur qui attend des témoins, 1873;
- Le Gascon, 1873;
- Le Chemin de Damas, 1874;
- Les Scandales d'hier, 1875;
- Les Demoiselles de Montfermeil, 1877;
- Tête de linotte, 1882.